# Chaplin (musical de 2006)
Chaplin: The Musical és un musical amb música i lletres de Christopher Curtis i llibret de Curtis i Thomas Meehan. Està basat en la vida de Charles Chaplin. El musical, que s'inicià al Festival de teatre musical de Nova York el 2006, s'estrenà al La Jolla Playhouse el 2010, i va estrenar-se a Broadway el 2012.

## Produccions
El musical es representà originàriament al Festival de teatre musical de Nova York el 2006.
A continuació es produí a La Jolla Playhouse, a La Jolla, Califòrnia, entre el 19 de setembre i el 17 d'octubre de 2010. Estava dirigit per Warren Carlyle i Michael Unger, i estava interpretat per Robert McClure (Charlie Chaplin), Ashley Brown (Oona), L. J. Benet (jove Sydney), Jenn Colella (Hedda Hopper), Eddie Korbich (Karno), Brooke Sunny Moriber (Mildred), Ron Orbach (Mr. Chaplin), Roland Rusinek (Alf), Jake Schwenke (Jove Charlie/Jackie), i Matthew Scott (Sydney).
El musical s'estrenà a l'Ethel Barrymore Theatre de Broadway el 21 d'agost de 2012 en prèvies, estrenant-se oficialment el 10 de setembre. Dirigit i coreografiat de nou per Warren Carlyle, estava interpretat per Robert McClure com Chaplin, Jim Borstelmann com Alf Reeves, Jenn Colella com Hedda Hopper, Erin Mackey com Oona O'Neill, Michael McCormick com Sennett/ McGranery/Emcee, Christiane Noll com Hannah Chaplin, Zachary Unger com Young Charlie/Jackie, Michael McCormick com Mack Sennett i Wayne Alan Wilcox com Sydney Chaplin.
El musical tancà el 6 de gener de 2013, després de 24 prèvies i 136 funcions.
El musical patí diversos canvis de títol, anomenant-se inicialment Behind The Limelight, anomenant-se finalment Chaplin: The Musical, encara que era el títol d'un altre musical, escrit per Ernest Kinoy, amb lletres de Lee Goldsmith i música de Roger Anderson)

## Cançons
I Acte
- Overture/Prologue
- Look at all the people - Hannah Chaplin
- Watcha gonna do? - Hannah Chaplin, Charlie Chaplin nen, Charlie Chaplin i conjunt
- If I left London - Charlie Chaplin
- Sennet Song - Mack Sennett
- Look at all the people (reprise) - Charlie Chaplin i Hannah Chaplin
- Tramp discovery - Charlie Chaplin i Hannah Chaplin
- Tramp shuffle – part 1 - Charlie Chaplin, Mack Sennett i Usher
- Tramp shuffle – part 2 - Reporters, Charlie Chaplin, Usher i conjunt
- Life can be like the movies - Charlie Chaplin, Sydney Chaplin, Mildred Harris i conjunt
- The look a like contest - Charlie Chaplin i conjunt

II Acte
- Just another day in Hollywood - Charlie Chaplin, Hedda Hopper i conjunt
- The life that you wished for - Charlie Chaplin
- All falls down - Hedda Hopper
- Men of all countries - Hedda Hopper i McGranery
- What only love can see - Oona O'Neill
- Pre-Exile - Hedda Hopper, McGranery i conjunt
- The exile - Hedda Hopper i conjunt
- Where are all the people? - Charlie Chaplin
- What only love can see (reprise) - Oona O'Neill i Charlie Chaplin
- This man - Companyia
- Finale / Tramp reprise - Companyia

## Rebuda
El crític de Los Angeles Times va escriure: Les cançons saltegen aquest resum simplista i sentimentalista... El màxim que es pot dir és que el repartiment està fet amb eficiències i que els clixés són rebuts amb el bombí de Chaplin i el somriure indulgent d'un pallasso... l'esquemàtica producció... arriba fins als primers anys de Chaplin com una explicació però tot, llevat de la seva notòria inclinació cap a les noies menors... la producció es mou ràpidament en un conjunt versàtil d'Alexander Dodge i l'escenografia millora quan les projeccions de Zachary Borovay ens porta al passat cinemàtic... La partitura és suficientment alegre i generalment té bona voluntat.
El crític de Variety va escriure: "L'enorme carrera de la llegenda del cinema Charles Chaplin s'ha resistit nombrosos esforços de crònica. La darrera víctima és "Limelight," a La Jolla Playhouse, la col·laboració del jove cançoner Christopher Curtis i el veterà llibretista Thomas Meehan... que té els seus moments però fracassa en la trampa habitual d'intentar cobrir massa. En el procés, tot es torna llis i superficial"

## Premis i nominacions
| Any  | Premi      | Categoria                            | nominat        | Resultat |
| ---- | ---------- | ------------------------------------ | -------------- | -------- |
| 2013 | Premi Tony | millor actor protagonista de musical | Robert McClure | nominat  |